# Kenji Nakada
Kenji Nakada (仲田 建二 Nakada Kenji?, nacido el 4 de octubre de 1973 en Yamanashi) es un exfutbolista japonés. Jugaba de defensa y su único club fue el Ventforet Kofu de Japón.

## Trayectoria

### Clubes
| Club           | País  | Año         |
| -------------- | ----- | ----------- |
| Ventforet Kofu | Japón | 1996 - 2005 |